# ایوانا ساخنو
ایوانا آناتولیونا ساخنو (به اوکراینی: Іванна Анатоліївна Сахно) (زادهٔ ۱۴ نوامبر ۱۹۹۷)، یک هنرپیشه و کنشگر اوکراینی است. از فیلم‌هایی که وی در آن نقش داشته می‌توان به ایفای نقش شخصیت افسر دانشجو ویکتوریا، در حاشیه اقیانوس آرام: طغیان (۲۰۱۸)، نقش نادجا در فیلم اکشن کمدی جاسوسی که از من روی برگرداند، و همچنین ایفای نقش شخصیت شین هاتی در مجموعه تلویزیونی آسوکا (۲۰۲۳) اشاره کرد.

## اوایل زندگی
ایوانا ساخنو در ۱۴ نوامبر ۱۹۹۷ در کی‌یف، اوکراین و در خانوادهٔ فیلمساز محلی زاده شد. والدین او هالینا کوویوچاک-ساخنو، کارگردان و آناتولی ساخنو، فیلم‌بردار هستند.
رؤیای بازیگری او از سال ۲۰۰۴ و با تماشای فیلم فرانسوی املی شکل گرفت. ساخنو در ۱۳ سالگی، اوکراین را ترک کرد تا در ونکوور به تحصیل زبان انگلیسی بپردازد. در آنجا بود که او توسط جانت هیرشنسون و جین جنکینز در یک کارگاه بازیگری کشف شد. او در سال ۲۰۱۳ به ایالات متحده نقل مکان کرد و در هالیوود اقامت گزید تا حرفهٔ بازیگری را دنبال کند. او در آنجا ابتدا در دبیرستان بورلی هیلز و سپس در مؤسسه تئاتر و فیلم لی استراسبرگ مشغول به تحصیل شد و با ایوانا چوبوک کار کرد.

## فیلم‌شناسی
| سال  | عنوان                        | نقش                  | یادداشت‌ها     | منابع |
| ---- | ---------------------------- | -------------------- | ------------- | ----- |
| ۲۰۱۳ | ایوان قدرتمند                | میلز                 | فیلم اوکراینی |       |
| ۲۰۱۶ | تنهٔ درخت                     | هلن                  |               |       |
| ۲۰۱۷ | نمی‌توان پسش گرفت             | مورگان رز            |               |       |
| ۲۰۱۸ | حاشیه اقیانوس آرام: طغیان    | افسر دانشجو ویکتوریا |               | [ ۴ ] |
| ۲۰۱۸ | جاسوسی که از من روی برگرداند | نادجا                |               |       |
| ۲۰۲۰ | بگذار برف ببارد              | میا                  |               | [ ۵ ] |
| ۲۰۲۵ | مگان ۲.۰                     |                      |               | [ ۶ ] |